# Ixtenco
Ixtenco är en ort i Mexiko.   Den ligger i kommunen Ixtenco och delstaten Tlaxcala, i den sydöstra delen av landet, 130 km öster om huvudstaden Mexico City. Ixtenco ligger 2 507 meter över havet och antalet invånare är 6 741.
Terrängen runt Ixtenco är platt österut, men västerut är den kuperad. Terrängen runt Ixtenco sluttar österut. Runt Ixtenco är det ganska tätbefolkat, med 90 invånare per kvadratkilometer. Närmaste större samhälle är Huamantla, 7,7 km norr om Ixtenco. Trakten runt Ixtenco består till största delen av jordbruksmark.